# الكبائر (كتاب)
كتاب الكبائر هو كتاب ألفه الإمام محمد بن عثمان الذهبي، يشمل عددًا من الكبائر والمعاصي التي يجب على المسلم أن يتجنبها، وقام بطبعه أول مرة محمد عبد الرزاق حمزة في عام 1955م، معتمدًا على ثلاث مخطوطات وعلى مخطوطة ذكر أنها من نسخة الكبائر الصغرى [وعلى الأغلب أنها النسخة الموثقة] وقد اعتذر محمد عبد الرزاق حمزة عن وجود الواهيات في هذه النسخة وتكلم على الأحاديث على طريقة أهل عصره. وقد جمع الكتاب 70 كبيرة لينبه القلوب الغافلة والنفوس البالية ليذكر بالعواقب الوخيمة المترتبة على تلك الكبائر.
وهذه النسخة المطبوعة هي المشهورة بين الناس، ولا يوجد لها نسخة خطية موثقة، وفيها نَفَسُ واعظٍ وهي مليئة بالأحاديث الموضوعة والواهية.

ولعلها التي قصدها ابن حجر الهيتمي بقوله:
ظفرت بكتاب منسوب في موضوع الكبائر لإمام عصره وأستاذ أهل دهره الحافظ أبي عبد الله الذهبي فلم يشف الأوام، ولا أغنى عن ذلك المرام، لما أنه استروح فيه استرواحاً تَجِلُّ مرتبته عن مثله، وأورد فيه أحاديث وحكايات لم يعز كلاً منها إلى محله، مع عدم إمعان نظره في تتبع كلام الأئمة في ذلك، وعدم تعويله على كلام من سبقه إلى تلك المسالك.
وهي تخالف منهج الذهبي في التحذير من الواهيات.

وهو القائل:
وأي خير في حديث مخلوط صحيحه بواهيه، وأنت لا تُفَلِّيه ولا تبحث عن ناقليه.
وهو الإمام الذي يقول فيه الصلاح الصفدي:
لم أجد عنده جمود المحدثين ولا كَوْدَنَةَ [أي جمود] النقلة بل هو فقيه النظر له دربة بأقوال الناس ومذاهب الأئمة من السلف وأرباب المقالات وأعجبني منه ما يعانيه في تصانيفه من أنه لا يتعدى حديثا يورده حتى يبين ما فيه من ضعف متن أو ظلام أسناد أو طعن في رواته وهذا لم أر غيره يراعى هذه الفائدة فيما يورده.
وقد وقف محيي الدين مستو على نسختين خطيتين لكتاب الكبائر تخالفان النسخة المشهورة إحداهما نقلت 768 هـ من نسخة قرئت على الذهبي والثانية كتبت 878 هـ وهي مختلفة عن النسخة المشهورة وفيها تظهر شخصية الذهبي الحافظ الناقد، فطبعها سنة 1984م.
ومما قاله مستو في تزييف النسخة التي طبعها الشيخ محمد عبد الرزاق حمزة:
1. أن فيها نَفَسَ واعظٍ يجمع الأقوال والآثار كحاطب ليل مع أن الذهبي حافظ ناقد كما سبق.
2. أنه لم يذكر أهل التراجم أن للذهبي نسختين كبرى وصغرى.
3. ولم ينقل لنا أنه اعتذر عنه عن نسخته الكبرى إن كانت له نسخة كبرى. كما اعتذر عن تلخيص المستدرك.
4. ولم يشر في المقدمة أيضاً بأنه اختصار للكبرى.
5. وهو في الكبرى يترضى على التابعين ولم يعهد عن العلماء ومنهم الذهبي أن يترضوا عن التابعين فالترضي اصطلاحاً هو للصحابة والترحم لسواهم.
6. والخاتمة المطولة هي في الصغرى وليست في الكبرى ولم من المناسب أن يكون في المختصر فصل مهم ليس في الأصل.
7. والكبائر في المختصر (76) كبيرة بينما في الكبرى (70) كبيرة فكيف يكون في المختصر ما ليس في الأصل

وعدد الأحاديث في الطبعة الموثقة (470) حديث، وعدد الأحاديث في الطبعة غير الموثقة (579) حديث.